# Juan García Lorenzana
Juan García Lorenzana   (Lleó, 28 d'agost de 1977), conegut amb el renom de Juanín, és un jugador d'handbol del Naturhouse La Rioja. És un jugador dretà que ocupa, al camp, la posició d'extrem esquerre. Destaca per la seva velocitat i la seva eficàcia en el llançament de 6 metres. Alhora, és un gran especialista en el llançament de penals.
Comença la seva carrera esportiva a l'Ademar de Lleó, el club de la seva ciutat, on jugà durant tretze temporades des de les categories inferiors fins al primer equip, del que arribà a ser capità. Durant aquest període assolí diversos títols pel que fa a clubs, així com la internacionalitat amb la seva selecció i va ser nomenat el millor jugador de camp per la IHF l'any 2004. Avui dia segueix sent el màxim golejador en la història d'aquest club i és el jugador que mès vegades a vestit la samarreta de l'Ademar de Lleó tant en competicions europees com a l'Asobal.
La temporada 2005-2006 fitxa pel F.C. Barcelona amb un contracte que el lliga inicialment a l'entitat blaugrana per un període de tres anys.
El jugador, és un dels pocs que ha tingut una penya amb el seu nom. Va ser creada a la temporada 2003-2004 i es va mantenir actiu durant 5 campanyes, encara que va marxar. La penya se situava al fon sud del Palacio de los Deportes de Lleó, amb centenars de socis.
Des del 26 de gener de 2010, Juanín és el màxim golejador de la Història de la selecció espanyola, en superar Juan Francisco Muñoz Melo, en el partit de l'Europeu d'Àustria que enfrontava Espanya i Alemanya, en el qual va marcar 5 gols
Juanín segueix batent rècords, i el 14 de maig de 2011 es va convertir en el màxim golejador en la història de la Lliga Asobal en superar l'anterior plusmarca golejadora que estava en poder de Mateo Garralda, amb 1788 gols.
L'estiu de 2012, a una decisió molt polèmica de Valero Rivera, es va quedar fora de la convocatòria de la selecció espanyola per als Jocs Olímpics de Londres, i posteriorment per al Mundial d'handbol celebrat a Espanya.
El 31 de març de 2013 es va convertir en el primer jugador a arribar als 2000 gols a la Lliga Asobal.
La temporada 2013-2014, va guanyar cinc títols amb el FC Barcelona, en un gran any en què l'equip només no va poder guanyar la Copa d'Europa, i a la Lliga ASOBAL va guanyar tots 30 partits disputats, amb un nou rècord de gols, 1146.
El 5 de juny de 2014 s'anuncià que, després de deixar el FC Barcelona, on s'havia estat durant nou temporades, va fitxar pel Naturhouse la Rioja, també de la lliga ASOBAL.

## Palmarès
Futbol Club Barcelona
- 1 Copa d'Europa (2010-2011)
- 5 Lliga ASOBAL (2005-2006, 2010-2011, 2011-2012, 2012-2013 i 2013-2014[1])
- 4 Copa del Rei (2006-2007, 2008-2009, 2009-2010 i 2013-2014)
- 5 Lligues dels Pirineus (2005-2006, 2006-2007, 2007-2008, 2009-2010 i 2010-2011)
- 5 Supercopes d'Espanya (2006-2007, 2008-2009, 2009-2010, 2012-2013 i 2013-2014)
- 4 Copes ASOBAL (2009-2010, 2011-2012, 2012-2013 i 2013-2014)

Ademar de Lleó
- 2 Recopes d'Europa (1998-1999 i 2004-2005)
- 1 Lliga ASOBAL (2000-2001)
- 1 Copa del Rei (2001-2002)
- 1 Copa ASOBAL (1998-1999)

Selecció d'handbol d'Espanya
- 1 Campionat del Món (Tunísia 2005)
- 1 medalla d'or als Jocs del Mediterrani 2005
- 1 Subcampionat d'Europa (Suïssa 2006)
- 1 Supercopa d'Europa de seleccions (2003)
- 1 medalla de bronze en els Jocs Olímpics de Beijing 2008

Títols individuals
- Segon millor jugador del món (2004)
- Millor extrem esquerre dels Jocs Olímpics d'Atenes (2004)
- Millor extrem esquerre de la lliga ASOBAL (2003-2004)